# Troiano Marulli
Troiano o Trojano Marulli (Barletta, 3 giugno 1774 – Napoli, 2 ottobre 1859) è stato un militare e letterato italiano.

## Biografia
Nacque da una famiglia nobile di Barletta ed ebbe il titolo di conte. Studiò nel collegio dei Tolomei di Siena e fu mandato a completare gli studi all'Università di Bologna, quindi studiò filosofia sotto la guida di Sebastiano Canterzani.
Dal 1796, quando si fecero ricorrenti le minacce di guerra con la Francia, organizzò come capo massa alcune sommosse. Nell'esercito di Ferdinando I, nel 1799, durante la prima invasione francese avendo a sue spese formato un reggimento di fanteria ottenne la guarnigione di Capua e fu elevato al grado di colonnello. Nel 1804 fu mandato negli Abruzzi in qualità di comandante del cordone sanitario su tutte le frontiere del Regno dal Mediterraneo all'Adriatico. Nel 1805 rinunciò al grado di generale che gli offrirono i Francesi, per cui fu fatto segno alle loro persecuzioni; fu incarcerato per circa tre anni.
Ritornato Ferdinando I fu reintegrato nel suo grado di colonnello e, quindi, fu nominato da Francesco I presidente del Secondo Consiglio di Guerra di Napoli. Nel 1837 Ferdinando II lo nominò comandante della provincia di Capitanata, carica che tenne fino al 1844, quando per motivi di salute volontariamente si dimise. Morì, a Napoli, il 2 ottobre 1859.
Letterato, appartenente all'Accademia Pontaniana di Napoli, alla Colombaria di Firenze e ad altre accademie italiane, scrisse numerose opere; tra cui: Elogio funebre di Maria Cristina di Savoia, Regina delle Due Sicilie, Pia, Augusta, Cronica di Barletta, memorie storiche che l'autore lesse all'Accademia Pontiniana nel 1852, Discorso storico-critico sul Colosso di bronzo esistente nella città di Barletta. Pubblicò anche una traduzione di alcune odi di Anacreonte, a cui fece seguire un saggio critico della traduzione approntata da Francesco Saverio De Rogati, in cui accusò quest'ultimo di aver illanguidito la poesia anacreontica, trasformando a proprio piacimento il metro, e di aver parafrasato piuttosto che tradotto il testo originale.

## Opere
(elenco parziale)
- Una nuova poetica, o sia Quattro discorsi accademici, della eccellenza della poesia; dei veri generi della medesima; dell'Anacreontica; e della traduzione di Anacreonte fatta dal Sig. D. Saverio de Rogatis, 1810.
- Tobiade, poema morale in ottava rima, 1816.
- I Puritani, o la felicità dei tempi nostri, 1835.
- La divinazione filologica sul Filocopo del Boccaccio, 1844.